# Fabrice Bracq
Fabrice Bracq est un réalisateur français.

## Biographie
Fabrice Bracq a suivi des études de cinéma, puis il a travaillé pour l'ECPAD.
Après plusieurs courts métrages, il a réalisé deux longues comédies dont la première "Joyeuse retraite" , sortie en 2019,  a connu le succès  du Box Office  avec 1 269 687 spectateurs à sa sortie, avec une quarantième place sur les cinquante-et-un films millionnaires en 2019... La seconde version, elle, (Joyeuse retraite 2), n'aura connu qu'une fréquentation bien moins importante : 358 410 entrées en salles...

## Filmographie

### Courts métrages
- 2010 : Les Inséparables
- 2013 : Diagnostic[3]
- 2014 : Papa dans maman
- 2017 : Le Monde du petit monde
- 2019 : Burka City[4],[5]

### Longs métrages
- 2019 : Joyeuse retraite !
- 2022 : Joyeuse retraite 2
- 2022 : Le Petit Piaf de Gérard Jugnot (coscénariste)

## Distinction
- Prix du meilleur réalisateur au Festival international Les Saisons Parisiennes à Saint-Pétersbourg (2014) pour son court métrage Diagnostic[6]